# Luishonès
El Luishonès, (en occità: Luishonés) és un parçan o comarca d'Occitània situada a la Gascunya. La seva vil·la principal és Banhèras de Luishon.
Segons la proposta de divisió territorial d'Occitània del diari Jornalet, basada en l'obra de Frederic Zégierman Le Guide des pays de France, el Luishonès estaria ubicat a la regió de la Gascunya, subregió del Comenge.
Oficialment, les comunes del Luishonès estan adscrites administrativament i situades al sud-oest del departament francès de l'Alta Garona, a la regió administrativa d'Occitània.